# Letohrad
Letohrad (deutsch: Geiersberg, tschechisch bis 1950: Kyšperk) ist eine Stadt im Okres Ústí nad Orlicí in Tschechien. Sie liegt sechs Kilometer südöstlich von Žamberk.

## Geografie

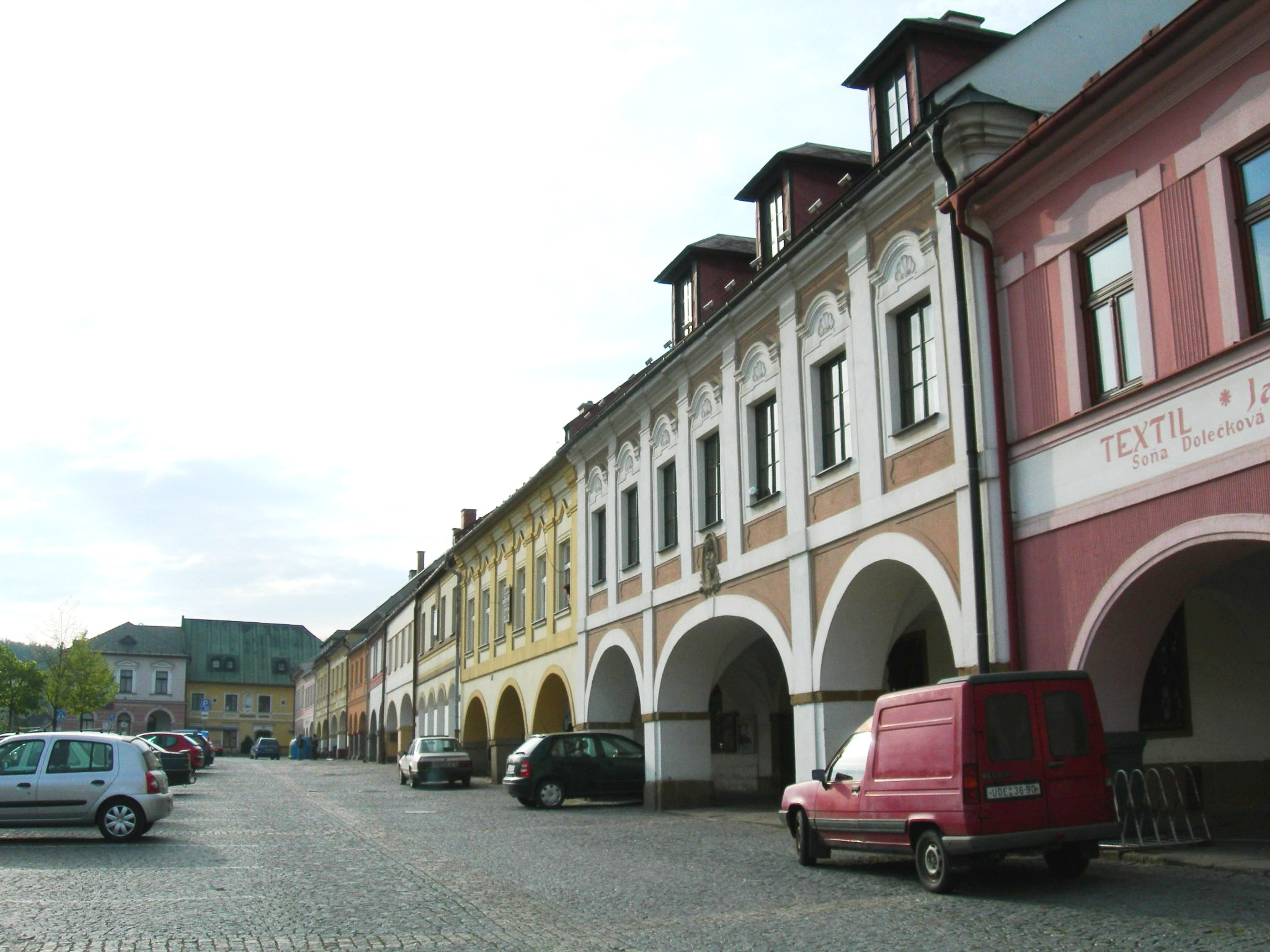
Marktplatz von Letohrad

Letohrad liegt im Vorgebirge des Adlergebirges (Podorlická pahorkatina) beidseits der Stillen Adler. Nachbarorte sind Pastviny und Nekoř im Norden, Líšnice im Nordosten, Jablonné nad Orlicí im Osten, Verměřovice im Südosten, Dolní Dobrouč im Süden, Lanšperk (Landsberg) und Hnánice im Südwesten, Žampach im Westen und Žamberk im Nordwesten.

## Geschichte
Die auf einem Felssporn gelegene Burg Geiersberg wurde erstmals 1308 in der Königsaaler Chronik erwähnt. Sie bildete den Mittelpunkt einer eigenständigen Herrschaft, die damals im Besitz des Ješek, einem Angehörigen der Herren von Sandbach war. Er soll die benachbarte Herrschaft Landsberg geschädigt haben, die dem Kloster Königsaal gehörte. 1349–1370 ist Ješeks Sohn Buzek als Besitzer der Burg belegt, dem sein Sohn Jeniš folgte. Von ihm erlangte Burg und Herrschaft Geiersberg vor 1396 Nikolaus/Mikuláš von Pottenstein auf Sandbach, der die Herrschaft Geiersberg mit der Herrschaft Sandbach verband. Dadurch verlor die Burg Geiersberg/Kyšperk ihre Bedeutung als Herrschaftssitz und blieb unbewohnt.
Unterhalb der Burg entstand im Tal die gleichnamige Siedlung, die 1514 zur Stadt erhoben wurde. Nach dem Tod des Zdeněk von Žampach und Pottenstein 1562 erfolgte 1568 eine Erbteilung zwischen dessen Söhnen Jan Burian und Zdeněk. Der jüngere Zdeněk erhielt dabei die wiederum eigenständige Herrschaft Geiersberg mit sechs Dörfern, stand jedoch zunächst unter der Vormundschaft seines älteren Bruders Jan Burian. Dieser errichtete in Geiersberg an der Stelle eines Gutshofes ein Kastell, das für das Jahr 1570 belegt ist. Nach Jan Burians Tod 1574 musste Zdeněk die überschuldete Herrschaft Geiersberg verkaufen. Ende des 16. Jahrhunderts verfügte Geiersberg über eine Brauerei mit Mälzerei und Gärkeller sowie die Privilegien zweier Monatsmärkte und eines Jahrmarkts und über die Peinliche Gerichtsbarkeit. Um diese Zeit waren Stadt, Schloss und Herrschaft Geiersberg im Besitz des Adam von Waldstein, von dem es am 19. März 1601 der steirische Protestant Georg von Stubenberg erwarb. Bei seiner erzwungenen Emigration 1629 übertrug er die Besitzungen seinem einzigen Enkel Wolf Georg von Losenstein. Er war der Sohn von Georg von Stubenbergs einziger Tochter Anne († 1624), die den Katholiken Georg Christoph von Losenstein († 1622) geheiratet hatte.
Nach weiteren Besitzerwechseln gelangte Geiersberg 1653 an die Vitanovský von Vlčkovice. Hynek Dietrich/Dětrich Vitanovský von Vlčkovice (Hynek Vitanovský z Vlčkovic) befreite die Untertanen vom Frondienst und errichtete ein Spital für Arme und Alte. Zudem geht die Gründung von zehn Zünften auf ihn zurück. 1680 begann er mit dem Umbau des Kastells zu einem Schloss im Stil des Frühbarock, starb jedoch ein Jahr später. Seine Witwe Johanna Magdalena, geborene von Harras, die sich bald in zweiter Ehe mit Norbert Leopold von Libštejn-Kolowrat vermählte, vollendete den Schlossbau um 1685, starb jedoch wenig später. Geiersberg mit den zugehörigen Dörfern erbte ihr zweiter Gemahl. 1706 übernahm dessen Sohn Franz Karl von Kolowrat (František Karel Libštejnský z Kolovrat) die Herrschaft Geiersberg, zu der damals 17 Dörfer gehörten. Er begann 1714 mit dem Bau der Wallfahrtskapelle des hl. Johann von Nepomuk, die 1734–1736 unter dem Besitzer Johann Wenzel von Breda vollendet wurde. 1776 erbte Theresia von Breda, verheiratete Cavriani Stadt und Herrschaft Geiersberg. Sie veranlasste um das Jahr 1800 umfangreiche Umbauten am Schloss, die jedoch erst durch ihren Schwiegersohn Peter Marcolini-Ferrati vollendet werden konnten, der seit 1795 mit Maria Anna Cavriani verheiratet war. Ein wirtschaftlicher Aufschwung erfolgte im 19. Jahrhundert mit der Gründung mehrerer Zündholzfabriken. 1820 wurde vom Grundherrn Marcolini-Ferrati eine Straße nach Wildenschwert gebaut. 1824 verwüstete ein Brand fast alle Häuser am Marktplatz. 1834 erbte Theresia Marcolini-Ferrati Stadt und Herrschaft Geiersberg. Sie vermählte sich 1836 mit Karl von Nimptsch, dem sie ihren Besitz übertrug. Mit dem Anschluss an die Bahnstrecke Chlumec nad Cidlinou–Mittelwalde, die Geiersberg 1874 erreichte, entwickelten sich auch die Textilindustrie sowie elektrotechnische Betriebe. Nach dem Tod des Grafen Karl von Nimptsch 1877 erbte Geiersberg seine Tochter Anna von Nimptsch, die mit dem Grafen Josef Felix Adolf von Stubenberg verheiratet war. 1890 wurden 1800 Einwohner gezählt. 1893 wurde im Ortsteil Erlitz die mechanische Weberei Louis-Weiss gegründet, 1901 in Geiersberg die Textilfabrik Fischl-Engel. Nach dem Tod der Gräfin Anna von Stubenberg-Nimtsch 1916 folgte ihr im Besitz ihr Sohn Karl, der am 9. Juni 1928 in Bad Reichenhall verstarb. Bei dessen Nachkommen blieb das Schloss Geiersberg/Kyšperk bis zur Enteignung 1945.
Nach der Gründung der Tschechoslowakei 1918 erhielt Geiersberg die amtliche Ortsbezeichnung Kyšperk. 1950 erfolgte zunächst die Umbenennung in Orličné. Da diese Ortsbezeichnung von der Bevölkerung abgelehnt wurde, wurde es schließlich in Letohrad umbenannt. Im selben Jahr wurden die Ortschaften Rotnek (jetzt Červená), Kunčice und Orlice eingemeindet.
Nach der politischen Wende von 1989 wurden u. a. die barocken Bürgerhäuser am Marktplatz instand gesetzt und die Fassaden renoviert. Jedes Jahr findet eine Wallfahrt zur Kapelle St. Nepomuk statt sowie ein Internationales Musikfestival. Im Winter werden in Letohrad die Biathlon-Rollski-Meisterschaften der Tschechischen Republik ausgerichtet.

## Gemeindegliederung
Zur Stadt Letohrad gehören die Ortschaften Červená (Roteneck) mit Jankovice (Jankowitz) und Pustiny (Wüstung), sowie Kunčice (Kunzendorf) und Orlice (Erlitz).

## Sehenswürdigkeiten

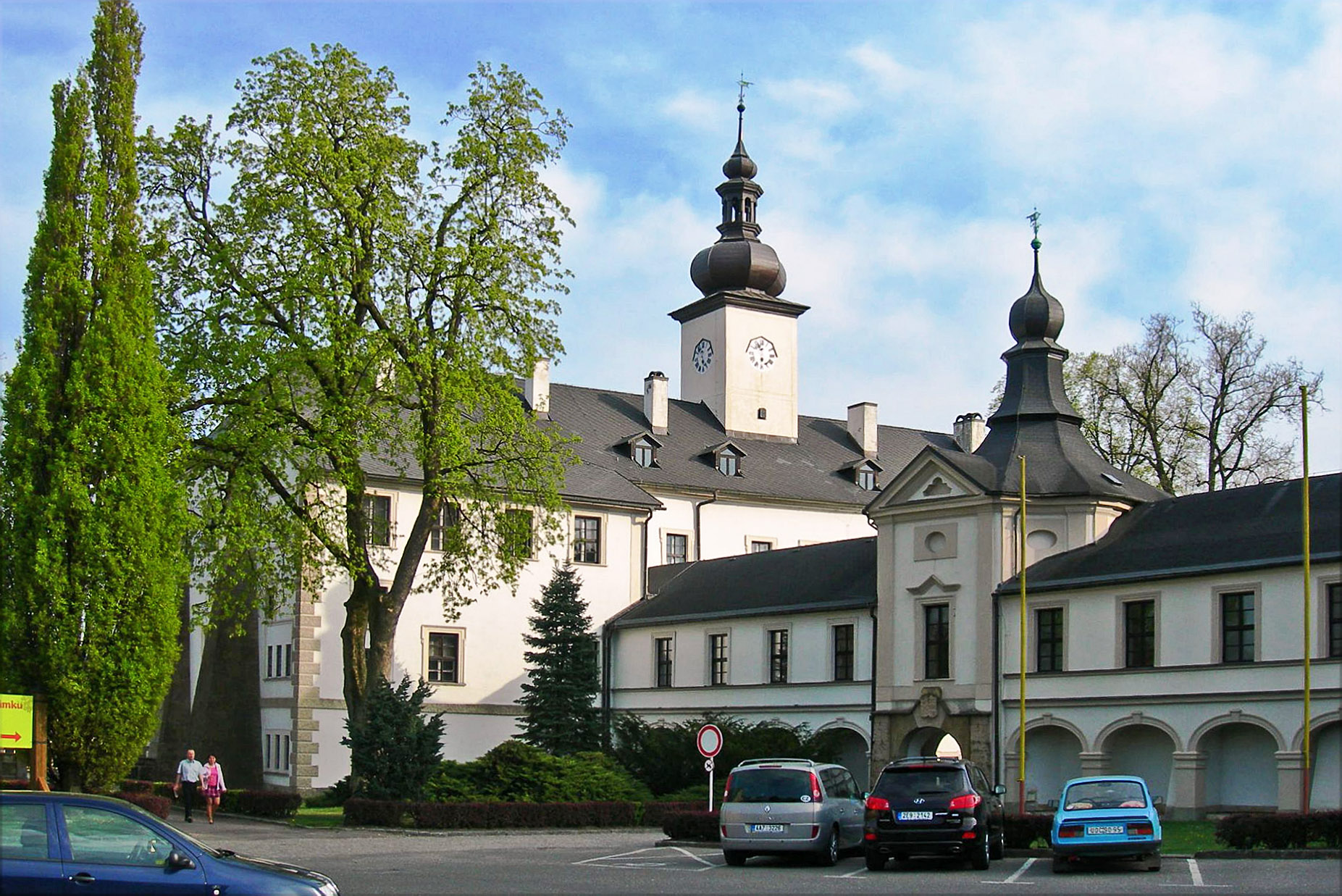
Schloss Letohrad

- Das Schloss Letohrad wurde 1680–85 aus dem ehemaligen Kastell umgebaut und um 1800 erweitert.
- Die St.-Wenzels-Kirche diente zunächst als Schlosskapelle. Sie wurde 1726 umgebaut und zur Pfarrkirche erweitert. Die Stuckaturen schuf der italienische Bildhauer Giovanni Materna.
- Marktplatz mit barocken Häusern und Laubengängen
- Die Burg Geiersberg wurde 1308 erstmals erwähnt und zwischen 1714 und 1734 devastiert.
- Der Bau der Wallfahrtskapelle des hl. Johannes von Nepomuk wurde nach 1714 durch den Grundherrn Franz Karl von Kolowrat begonnen und 1734–1736 unter Johannes Wenzel von Breda vollendet. Ein Teil der Baumaterialien stammte aus der Ruine der Burg Geiersberg/Kyšperk. Die Kreuzwegbilder malte um 1866 der Geiersberger Maler Dominik Umlauf[6]
- Das Handwerksmuseum[7] in einem alten Barockspeicher[8]

## Persönlichkeiten
- František Vladislav Hek (1769–1847), starb in Geiersberg
- Josef Korbel (1909–1977), Diplomat und Vater der ehem. US-Außenministerin Madeleine Albright
- Dominik Umlauf (* 1792 in Mlýnice (Lenzdorf) bei Rothwasser, † 1872 in Geiersberg), Kirchenmaler und Bildhauer, lebte ab 1830 in Geiersberg; sowie dessen Söhne
- Ignatz Umlauf (1821–1851), Akademischer Maler und
- Johann Umlauf (1825–1916), Akademischer Maler und Fotograf[9]

## Partnerstädte
Geiersberg unterhält die folgenden Partnerschaften:
- Daruvar, Kroatien
- Hausen am Albis, Schweiz
- Niemcza, Polen